# 謙福
謙福（1809年—?）， 额爾德特氏， 字光庭,  號六吉, 一號小榆， 蒙古鑲黄旗人，清朝官员。

## 生平
道光十四年（1834年）甲午科舉人，十五年（1835年）乙未科進士。后任户部主事、詹事府左中允、翰林院侍讲等职。著有《桐花竹实之轩诗钞》。

## 家族
父奎昌，曾任知府；祖父和瑛, 乾隆三十六年进士，官至兵部尚书；有堂叔壁昌，官至两江总督，谥勤襄；堂哥恆福，官至直隶总督，谥恭勤；侄子锡珍，同治七年进士，官至吏部尚书；与末代皇帝溥仪的淑妃文绣出自同一家族。